# 西阿爾沃拉達
11°20′29″S 62°17′11″W / 11.34139°S 62.28639°W
西阿爾沃拉達（葡萄牙語：Alvorada d'Oeste），是巴西的城鎮，位於該國西北部，由朗多尼亞州負責管轄，始建於1986年3月21日，面積3,029平方公里，海拔高度224米，2013年人口17,399，人口密度每平方公里5.74人。